# La Cueva de Roa
La Cueva de Roa – gmina w Hiszpanii, w prowincji Burgos, w Kastylii i León, o powierzchni 11,91 km². W 2011 roku gmina liczyła 112 mieszkańców.